# 哈诺·贝伦斯
哈诺·贝伦斯（德語：Hanno Behrens，1990年3月26日—）是一位德国足球运动员，現效力于德乙俱乐部羅斯托克，于场上司职中场。

## 生平
贝伦斯是在家乡俱乐部埃尔姆斯霍恩开启自己的足球生涯，并于2005年转投汉堡体育俱乐部的青训营。在那里，他于2007年从U17梯队晋升至U19梯队，2008年则进入汉堡二队。至2009-10赛季，他入选了汉堡的一线队名单，并一直待到2011-12赛季，但从未获得出场机会。取而代之的是，他代表二队在北部地区联赛完成了80场比赛并射入8球。
贝伦斯于2012-13赛季转会至身处德丙作赛的达姆施塔特98，并于2012年8月8日（第4轮）以1比3不敌开姆尼茨的比赛中，于第56分钟替换埃尔顿·达·科斯塔出场，完成了德丙联赛首秀。跟随达姆施塔特一起，他于2013-14赛季升入德乙联赛，并于随后的赛季进一步升入德甲。
2015-16赛季，贝伦斯转会至德乙俱乐部纽伦堡。在那里，他自2017-18赛季起被任命为新的队长，并将原本期至2018年6月30日届满的合同延长至未知期限。对此决定，他表示：“我在纽伦堡感到很舒服，这是一座宜居的城市，俱乐部及其球迷很特别，而且它目前非常适合运动。我们的团队非常有趣，对未来充满信心。基于所有这些原因，我很清楚我想留在俱乐部”。